# Alte Synagoge (Chemnitz)

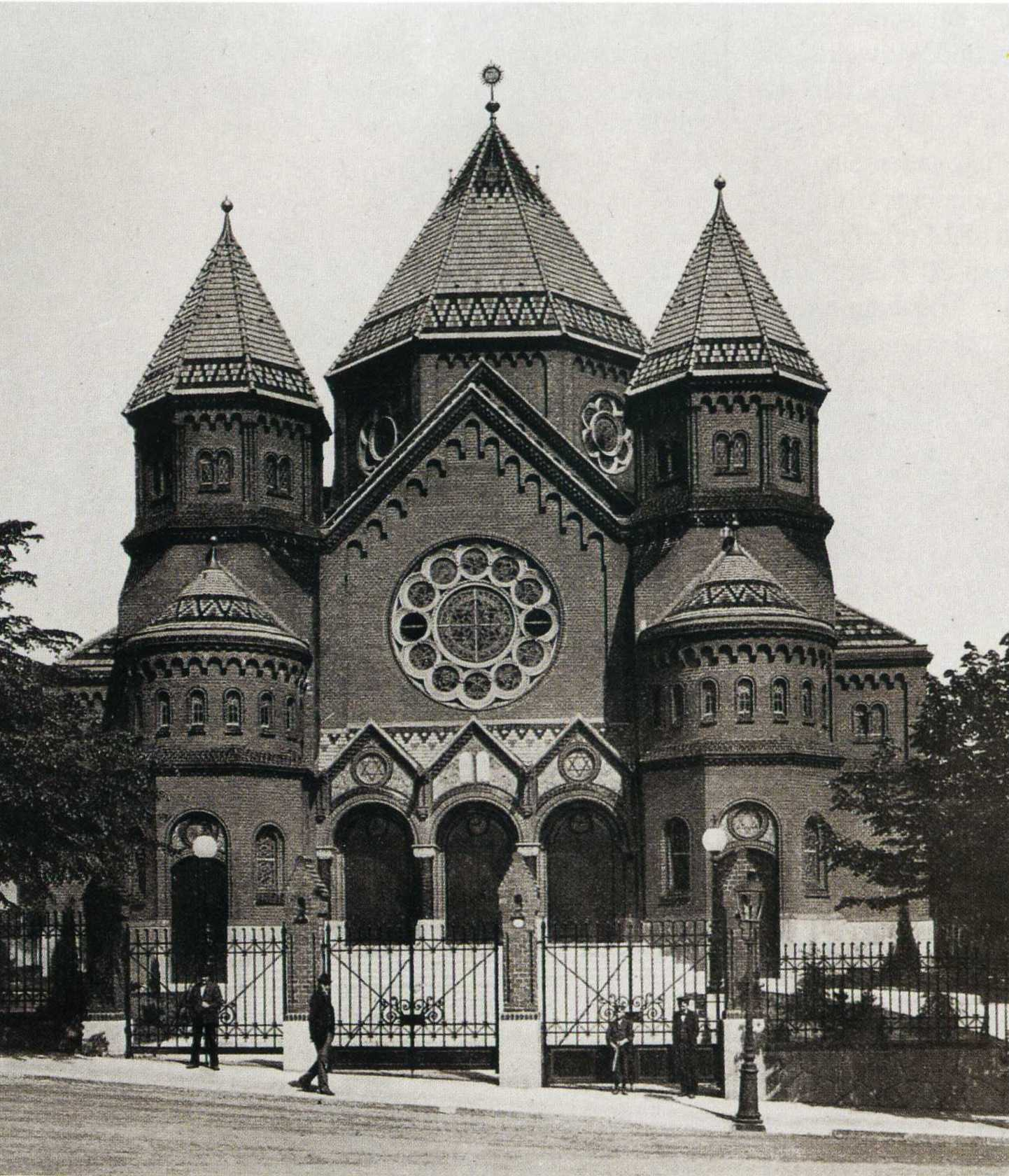
Alte Chemnitzer Synagoge

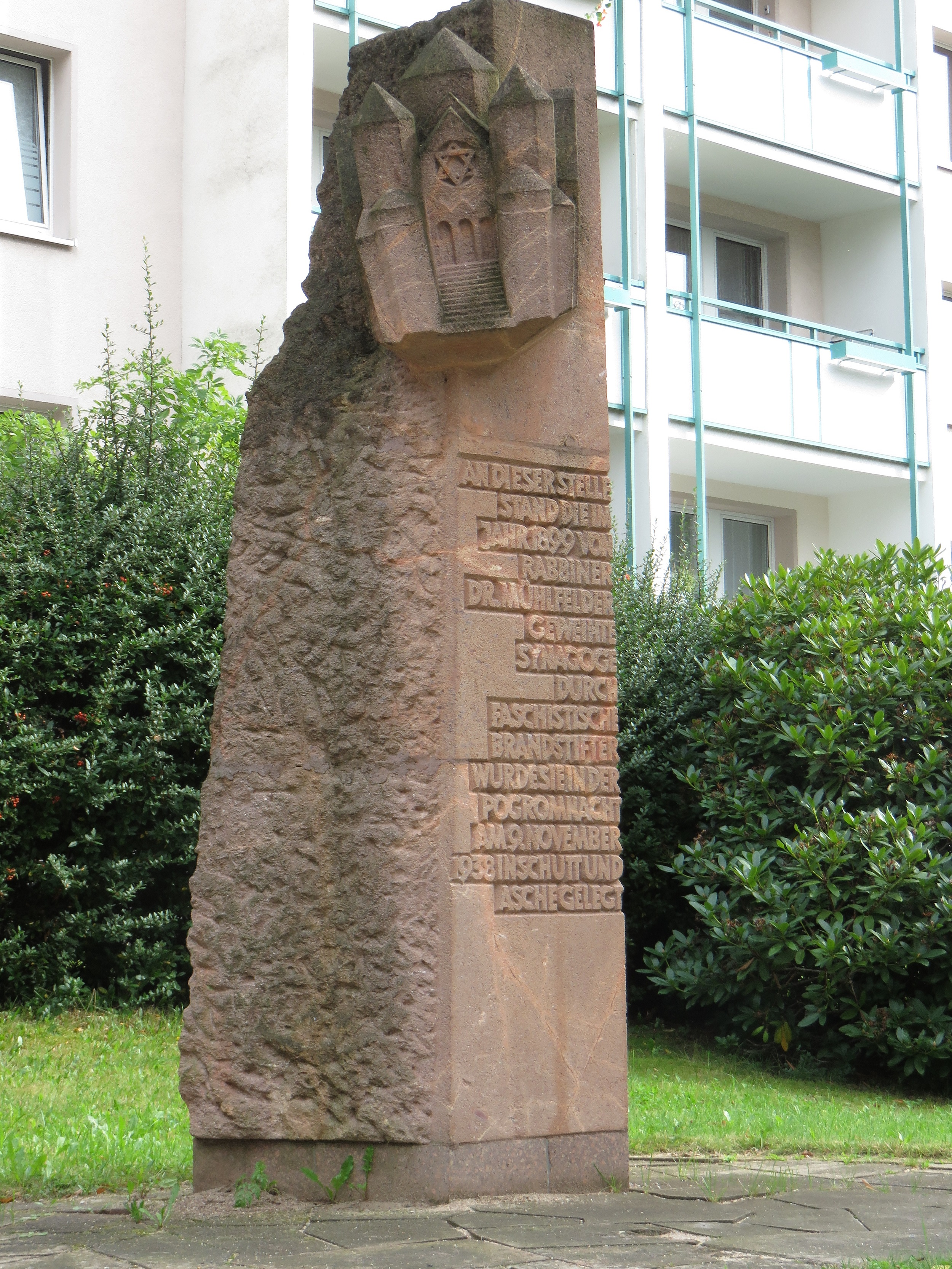
Gedenkstele für die am 10. November 1938 zerstörte Synagoge am Stephanplatz

Die Alte Synagoge am Stephanplatz in Chemnitz wurde von 1897 bis 1899 nach den Plänen des Chemnitzer Architekten Wenzel Bürger gebaut. Sie wurde 1938 von den Nationalsozialisten durch Verwüstung und Brandstiftung zerstört.

## Beschreibung
Die mit romanischen Stilelementen an der Außenfassade versehene Synagoge und der für 700 Gottesdienstbesucher ausgelegte Kuppelbau kostete etwa 275.000 Mark. Die erst 1888 konstituierte Gemeinde brachte die Bausumme aus eigener Kraft auf. Chemnitz erhielt mit dieser am 7. März 1899 feierlich geweihten Synagoge sein erstes jüdisches Gotteshaus, nachdem zuvor 1878 ein kleiner Betsaal errichtet worden war. Der umgesetzte Entwurf ging aus einem 1897 inittierten Wettbewerb als Sieger hervor.
Die Fassade wurde mit verschiedenen Materialien farbenreich gestaltet, rote Klinker, hellgrüne glasierte Falzziegel für das Dach und eine dunkelgrüne Sockelzone, die mit einem Granitgesims abschloss. Der Innenraum war ebenfalls aufwändig gestaltet. Von der Hofglasmalerei C. L. Türck aus Zittau stammten die Figurenfenster. Die Orgel war ein Werk der Firma Schlag & Söhne aus Schweidnitz.
Der Sakralbau wurde in der Pogromnacht vom 9. zum 10. November 1938 verwüstet und in Brand gesteckt. Die Ruine wurde anschließend schnell beseitigt. Am 10. November sprengte man das noch stehengebliebene Mauerwerk und am 11. November forderte man die Jüdische Gemeinde zur Beseitigung dieses „öffentlichen Ärgernisses“ auf. Da diese dazu nicht in der Lage war, setzte man zehn dienstfreie Feuerwehrleute und etwa 45 Helfer ein. Diese beseitigten in fünf Schichten vom 12. bis 15. November die restlichen Trümmer, wofür die Jüdische Gemeinde 35.905 Reichsmark zahlen musste. Das Grundstück wurde im folgenden Jahr für 500 Reichsmark von der Stadt aufgekauft. 
Zum 50. Jahrestag, dem 13. November 1988, wurde ein Gedenkstein eingeweiht, auf dem zu lesen steht:

„An dieser Stelle stand die im Jahr 1899 von Rabbiner Dr. Mühlfelder geweihte Synagoge. Durch faschistische Brandstifter wurde sie in der Pogromnacht am 9. November 1938 in Schutt und Asche gelegt.“